# Madonnathon
Madonnathon hace referencia a dos eventos distintos y no relacionados del fandom de Madonna. El primero, de carácter histórico fue una convención de admiradores con más de una edición que se inauguró en 1992 en el estado de Míchigan, cerca de donde nació y creció la cantante. El segundo, es un homenaje anual que se celebra en la ciudad de Nueva York desde el año 2003. La celebración en ambos eventos, siempre fue durante la semana o el mismo día de cumpleaños de la artista (los 16 de agosto). 
Muchas ediciones de las dos distintas reuniones recibieron cobertura de anuarios y calendarios, así como de medios que incluyen a Billboard, MTV y Los Angeles Times entre otros. En ambos eventos, diversas personalidades asistieron en diversas ediciones entre ellos varios de sus imitadores y celebridades locales.

## Convención de fanáticos (1990s)
La primera edición de la convención internacional de apreciación de fanáticos, «Madonnathon '92», ocurrió el 16 de agosto de 1992 en Southfield (Míchigan) para coincidir con el cumpleaños número 34 de la cantante. El evento tuvo lugar en el Holiday Inn, con una admisión de $USD 5, donde parte de lo recaudado se destinó a organizaciones benéficas contra el sida. A la reunión asistieron un estimado de 1 200 a 1 500 personas de al menos tres continentes, incluidos fanáticos de Australia y Canadá, y de otros lugares como los países europeos Portugal y Suecia. El evento llamó la atención de medios como las revistas Billboard y People, así como de la MTV y del recién inaugurado programa Day One de la ABC.
En la primera edición del evento se realizaron varias actividades recreativas. Entre ellas, un recorrido por autobús de dos horas por otras ciudades como su natal Bay City y en Rochester, donde pasaron por diversos lugares como el centro donde estudió y la iglesia a la que asistía cuando era pequeña, así como el lugar donde recibió su primer beso en un campo abierto y uno de los bares gay en Detroit que solía frecuentar (Menjo's Nightclub). También se llevaron a cabo concursos de imitadores para hombres y mujeres y sincronía de labios. Los fanáticos compartieron e intercambiaron objetos de colección en el «Madonna Collectibles Museum» como juguetes de ella y otras recuerdos con el fin de «celebrar todo lo relacionado con Madonna». Se entregaron los «Maddie Awards» patrocinados por la fanzine sobre ella, MLC.
La segunda edición, popularmente conocida como «Madonnathon '93» por el año en que se llevó, se celebró en los días del 14 al 16 de agosto en el mismo lugar. Contó con la participación de varios «invitados especiales» y parte de lo recaudado en la reunión fue destinado al Midwest AIDS Prevention Project. En cuanto a la recepción, Bruce Baron de la promotora del evento, Bassline Entertainment predijo una asistencia del triple que el anterior y hubo confirmaciones presenciales de personas de otras partes del mundo, como México e Inglaterra.
El programa de actividades se mantuvo casi intacto como su antecesor, incluyendo el recorrido de 55 millas por autobús, más otras nuevas como un concurso de drags, diversas fiestas en clubes y el festival de sus películas. También hubo una competencia de arte y la habitual exposición de coleccionistas que se conoció como «Madonnabelia»; donde se vendieron o intercambiaron objetos de colección «raros», como discos, pósteres y «cualquier cosa que [tuviera] el nombre o la cara» de la intérprete.

## Espectáculo homenaje (2003— )

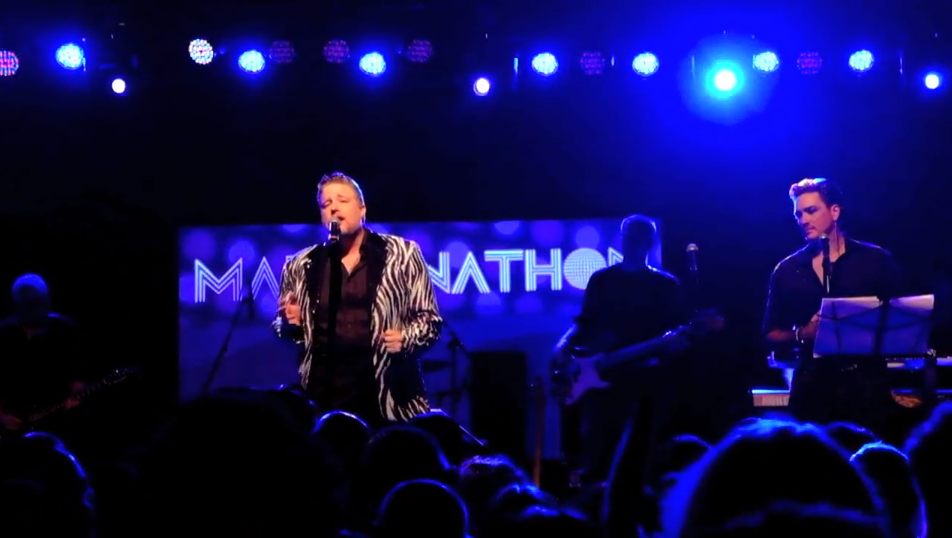
Madonnathon de 2013.

Creado en 2003 por Cathy Cervenka, el Madonnathon se celebra en Nueva York y es considerado por varios medios como «el espectáculo homenaje y fiesta de baile más grande del mundo» en honor a Madonna. En el evento, una variedad de músicos y de intérpretes inspirados en ella cantan sus propias canciones favoritas de la artista a su manera. Según Cervenka, quien con su compañía Cathyland lleva a cabo el homenaje, explicó que se inspiró y «vio la necesidad de un show de Madonna porque es la 'Reina del Pop'». A la vez observó que no existen muchos espectáculos de homenaje a ella porque «su música es realmente muy difícil de tocar en vivo».
El homenaje se ha realizado en distintos lugares y también han asistido y participado una variedad de personalidades del entretenimiento neoyorquino. Por ejemplo, en 2007, el evento se realizó en el B.B. King Blues Club & Grill y contó con participaciones especiales como las de The Dazzle Dancers, Patti Rothberg y Felicia Collins. En la décima edición, en 2013, asistió Chris America, considera por varios como la «mejor imitadora de Madonna del mundo». En 2014, la undécima edición fue en el Brooklyn Bowl. En 2017, también se celebró en el mismo recinto y fue incluido por Out Traveler como uno de los eventos a visitar durante el mes de agosto. A esa edición asistieron personalidades como Lane Moore.
Los homenajes del Madonnathon NYC no se limitan únicamente al cumpleaños de la artista. Por ejemplo, en el aniversario número 15 del evento, se llevó a cabo el 31 de octubre de 2018 una celebración especial de Halloween en el Highline Ballroom con actuaciones y participaciones especiales como las de los actores Brian Charles Rooney, Shannon Conley y Erin Hill. En 2019, tras el lanzamiento del álbum Madame X organizaron una fiesta especial para celebrarlo.